# Župnija Ljubljana – Sv. Jakob
Župnija Ljubljana – Sv. Jakob je rimskokatoliška teritorialna župnija dekanije Ljubljana Center nadškofije Ljubljana.
Župnijska cerkev je cerkev sv. Jakoba (pogovorno šentjakobska cerkev), podružnična pa cerkev sv. Florijana.